# Franz Newerkla
Franz Newerkla (* 1896; † 1973) war ein österreichischer Aktivist der Zwischenkriegszeit und Begründer der Liberalsozialistischen Union.

## Leben
Franz Newerkla (eigentlich Newrkla) stammte aus dem südmährischen Nikolsburg. Während des Ersten Weltkriegs zum Militärdienst eingezogen, geriet er in russische Kriegsgefangenschaft. Für die revolutionäre Erhebung 1917 entwickelte er starke Sympathien, wobei er sich vor allem für die Siedlungsexperimente der Umbruchszeit begeisterte. Die späteren Weichenstellungen hin zum autoritären Kommunismus konnte er jedoch nicht goutieren.
Zurück in Österreich, tauchte er in die anarchoide Subkultur von Wien und Umgebung ein. Er verkehrte mit Aktivisten aus dem syndikalistischen Umfeld, mit Siedlungsbewegten sowie mit Personen aus dem pazifistischen Lager. Als Agitator für eine deutliche Hebung der Massenkaufkraft während der krisenhaften 1920er Jahre erhielt Newerkla erheblichen Zulauf. So fungierte er alsbald als Obmann des Selbsthilfeverbandes der arbeitslosen Österreicher, die in zahlreichen Aktionen auf ihre Situation aufmerksam machten. Newerkla postulierte etwa ein Recht auf Arbeit und Leben und forderte, wenn schon der Staat keine Arbeit schaffen konnte, beispielsweise das Überlassen von brach liegendem Boden oder die Verhinderung von Doppelverdiensten.
1928 begann er mit rund 300 Kolonisten in der Wiener Lobau mit ersten Rodungsarbeiten, um Landflächen für Baugründe und für landwirtschaftliche Nutzung zu erschließen, wobei dieses Projekt noch durch die öffentliche Hand abgesegnet wurde. Als jedoch ab 1930 die Arbeitslosenzahlen rasant stiegen, führte Newerkla 1931/1932 mit Gleichgesinnten eine Bodenbesetzung im Bereich des Biberhaufenweges im Lobau-Gebiet durch.
Innerhalb der Arbeitslosenbewegung organisierte Newerkla wöchentliche Zusammenkünfte, schlug „Notfront“ als Grußformel für Arbeitslose vor (analog zur „Rotfront“ der Kommunistischen Partei) und regte diverse Aktionen an. So wurden von der Galerie des österreichischen Parlaments Flugblätter abgeworfen, mit denen Beschäftigungslose auf ihre präkere Situation aufmerksam machten. 1931 überraschte ein Flashmob die Wiener Polizei, indem eine Gruppe Arbeitsloser mit Besen in der Hand eine Kehraktion in der Innenstadt durchführte. Die Beteiligten wurden letztlich wegen Störung der öffentlichen Ordnung angezeigt. Auf Protestmärschen gaben sich die teilnehmenden Arbeitslosen durch weiße Armbinden zu erkennen und skandierten: „Wir sind arbeitswillig, aber arbeitslos.“
Zwischen Oktober 1931 und März 1932 trat Newerkla als Herausgeber der Arbeiter-Ausgabe – Unabhängiges Organ der Werktätigen und Arbeitslosen Österreichs (Nebentitel Nr. 1/1931: Freies Volk) in Erscheinung. Nach dem Vorwurf zu ungesetzlichen Handlungen (Landbesetzungen) aufzurufen, schritt einmal mehr die Behörde ein. Wegen der Besetzungsaktionen wurde der Verband behördlich aufgelöst. Die Ära des Austrofaschismus war Newerklas Vorstellungswelt diametral entgegengerichtet, umso mehr der Nationalsozialismus, gegen den er sich als Teil des österreichischen Widerstandes aktiv einsetzte.
Nach dem Zweiten Weltkrieg wurde Newerkla zunächst bei den Freiwirtschaftlichen Sozialisten aktiv. 1951 gründete er, von Silvio Gesell inspiriert, in Wien die Liberalsozialistische Union mit dem Verbandsblatt Der Liberalsozialist. Zu dieser Zeit scharte Newerkla jeden Samstag ein buntes Publikum um sich, wie Andreas Kreis in einem Brief an Franz Prankl vom 17. April 1951 berichtet: „Kriegsdienstgegner, Syndikalisten, Anarchisten – 20 bis 25 Leute“. (Pierre Ramus Archiv der Pierre Ramus Gesellschaft, Wien) Am Büchertisch fanden sich unter anderem die Schriften des Libertären Pierre Ramus. Die Schwestergruppierung der Liberalsozialistischen Union, die Liberalsozialistische Partei der Schweiz, war bereits 1946 gegründet worden, bis 1976 im eidgenössischen Parlament vertreten und bestand bis 1990. Die österreichische Liberalsozialistische Union verschwand bereits im Laufe der 1950er Jahre, so wie die Aktivitäten von Franz Newerkla allmählich nachließen.

## Werke
- Franz Newerkla & Leopold Hron (Hgg.): Arbeiter-Ausgabe – Unabhängiges Organ der Werktätigen und Arbeitslosen Österreichs,  Selbsthilfeverband der Arbeitslosen Österreichs, Wien 1931–1932
- Franz Newerkla: Die Reimverhältnisse in Ottokars Österreichischer Chronik: Vers 20218 - 30000. Dissertation, Universität Wien. V, 334 Bl.